# Ляйтер, Томас
То́мас Ля́йтер (нем. Thomas Leiter) — немецкий сёгист, 3 дан ФЕСА (с 2011 года), дважды чемпион Европы по сёги (2012 и 2018 годов), чемпион Германии по сёги 2014 года.
В июле 2010, январе 2013 и августе 2014 года занимал первое место в европейском рейтинг-листе ФЕСА.

## Турнирные достижения
- 2010, 2011: 3 место в чемпионате Европы по сёги (ESC)
- 2011, 2012: 4 место в WOSC
- 2013: чемпион Европы по сёги[3]
- 2014: чемпион Германии по сёги[4]
- 2014: III место в WOSC (Будапешт)
- 2016: чемпион 8-го турнира Cracovia shogi (Краков)
- 2017: чемпион Германии по сёги
- 2017: полуфиналист 7-го Международного форума сёги[1].
- 2018: чемпион Европы по сёги[3]